# Godzilla kontratakuje
Godzilla kontratakuje (jap. ゴジラの逆襲 Gojira no gyakushū; ang. Godzilla Raids Again) – japoński film typu kaijū w reżyserii Motoyoshiego Ody z 1955 roku. Bezpośrednia kontynuacja Godzilli z 1954 roku. Drugi i ostatni film o Godzilli nakręcony na taśmie czarno-białej.
Widząc niespodziewany sukces Godzilli Tōhō zdecydowało się na stworzenie kontynuacji. W tym filmie Godzilla pierwszy raz walczy z innym potworem. Film okazał się sukcesem finansowym, jednak nie zyskał sobie większego uznania fanów i pozostał w cieniu poprzednika. Kolejny raz Godzilla pojawił się dopiero 7 lat później w obrazie King Kong kontra Godzilla.
W filmie tym znajduje się wątek polski. Podczas narady naukowców doktor Tadokoro czyta opis potwora z książki autorstwa światowej sławy paleontologa polskiego pochodzenia, profesora Piotra Hodona.

## Fabuła
Piloci pracujący dla osakijskiego koncernu rybnego, Tsiukoka i Kobayashi lądują awaryjnie na jednej z wysp. Tam są świadkami zajadłej walki potwora wyglądającego jak Godzilla i innego dinozauropodobnego potwora. Gdy Tsiukoka i Kobayashi wracają do Osaki o wszystkim informują władze. Po przesłuchaniu przez naukowców, ci informują, że oponent Godzilli to opisany przez polskiego naukowca Angorosaurus, potocznie nazwany Angilasem, mięsożerny gad z ery prehistorycznej i naturalny wróg gatunku Godzilli. 
Obecny na spotkaniu profesor Yamane, świadek ataku Godzilli na Tokio, potwierdza, że napotkany przez pilotów Godzilla pochodzi z tego samego gatunku. Jest zdania, że drugi Godzilla i Angilas zostały prawdopodobnie ożywione przez testy jądrowe, który zbudziły pierwszego Godzillę. Narasta obawa, ponieważ twórca broni, która zabiła pierwszego Godzillę, zabrał jej tajemnicę do grobu. Yamane sugeruje, by wojsko odciągnęło Godzillę flarami celem odciągnięcia od miasta, ponieważ światło przypomni mu wybuch broni wodorowej, która go zmutowała.
W wyniku zarządzenia cała Osaka zostaje odcięta od prądu. Gdy Godzilla jest w okolicy, Japońskie Siły Samoobrony zrzucają flary przykuwające potwora. Plan prof. Yamane działa. W tym samym czasie konwój policyjny przewozi kryminalistów. Trójce więźniów udaje się zbiec i ukraść ciężarówkę. Niestety, ciężarówka w wyniku wypadku rozbija się o industrialny budynek, powodując pożar, którego światło jest silniejsze od wojskowych flar. Godzilla płynie w stronę pożaru. Chwilę później do Osaki przypływa Angilas i oba potwory zaczynają toczyć pomiędzy sobą bój, niszcząc przy okazji wokół siebie miasto. Ostatecznie Godzilla zabija Anguirusa i pali jego zwłoki swym termonuklearnym ogniem pod zamkiem Osaka.
Kobayash przeniesiony zostaje do fabryki w Hokkaido. Podczas balu pracowniczego, zaproszeni Tsukioka, jego dziewczyna Hidemi i Kobayashi dostrzegają łodzie koncernu zniszczone przez Godzillę. Wojsko, Kobayashi i Tsukioka zaczynają poszukiwania Godzilli, którego znajdują na małej lodowej wyspie. Kobayashi leci swym samolotem w kierunku Godzilli, by odwrócić jego uwagę od powrotu do oceanu. Tsukioka, który zgłosił się do Japońskich Powietrznych Sił Samoobrony jako ochotnik, zrzuca bezskutecznie bomby na potwora. Gdy Godzilla chce zanurzyć się w wodzie Kobayashi leci w kierunku Godzilli. Jego samolot rozbija się na lodowatej górze i Kobayashi ginie na miejscu.
Hidemi dowiaduje się, że Kobayashi zgłosił się do zabicia potwora, ponieważ obawiał się, że w wyniku dalszych zniszczeń Godzilli firma poniesie coraz większe straty finansowe, zaś on straci pracę. Poświęcenie Kobayashiego daje Tsiukoce i wojsku pomysł, by wywołać lawinę i w niej uwięzić Godzillę, by zamarzł na śmierć. Myśliwce wystrzeliwują pociski w stronę śniegu i lodu, póki Godzilla nie zagrzebie się w pełni. Dzieła dopełnia Tsukioka wystrzeliwując własne pociski. Po wszystkim Tsukioka dziękuje zmarłemu Kobayashi za ocalenie ojczyzny.

## Obsada
- Hiroshi Koizumi – Shoichi Tsiukoka
- Minoru Chiaki – Kōji Kobayashi
- Setsuko Wakayama – Hidemi Yamaji
- Yukio Kasama – Koehi Yamaji
- Yoshio Tsuchiya – Tajima
- Seijiro Onda – kapitan JSS Teresawa
- Sonosuke Sawamura – Shingo Shibaki
- Mayuri Mokusho – Yasuko Inoue
- Masao Shimizu – dr Tadokoro
- Takashi Shimura – dr Kyohei Yamane
- Shin Ōtomo – więzień-uciekinier #1
- Junpei Natsuki – więzień-uciekinier #2
- Senkichi Ōmura – więzień-uciekinier #3
- Masaaki Tachibana –
  - konwojent,
  - spiker alarmowy (głos)
- Miyoko Hoshino – piosenkarka w klubie
- Haruo Nakajima – Godzilla
- Katsumi Tezuka – Angilas

## Produkcja

### Przygotowania i scenariusz
| „Wierzcie lub nie, ale nie mieliśmy planów na kontynuację i naiwnie mieliśmy nadzieję, że koniec Godzilli zbiegnie się z końcem testów nuklearnych.”— Ishirō Honda |

Kilka tygodni po premierze Godzilli w listopadzie 1954 roku zorganizowano przyjęcie powitalne dla producenta wykonawczego Iwao Moriego. Podczas imprezy Mori, zadowolony z sukcesu finansowego i chcąc jeszcze go wykorzystać, nalegał producenta Tomoyukiego Tanakę, aby wyprodukował kontynuację. Jako, że reżyser Godzilli Ishirō Honda był zajęty przy reżyserii filmu Koi-gesho, na reżysera sequela wyznaczony został Motoyoshi Oda jako mający doświadczenie przy filmach z efektami specjalnymi. Oda był znany z przyjmowania zadań produkcji klasy B. David Kalat w A Critical History and Filmography of Toho’s Godzilla Series stwierdził, że „postawienie takiego człowieka na czele sequela Godzilli było wyraźnym sygnałem intencji: miało to być szybkie centrum zysku, a nie artystyczna pobłażliwość”.

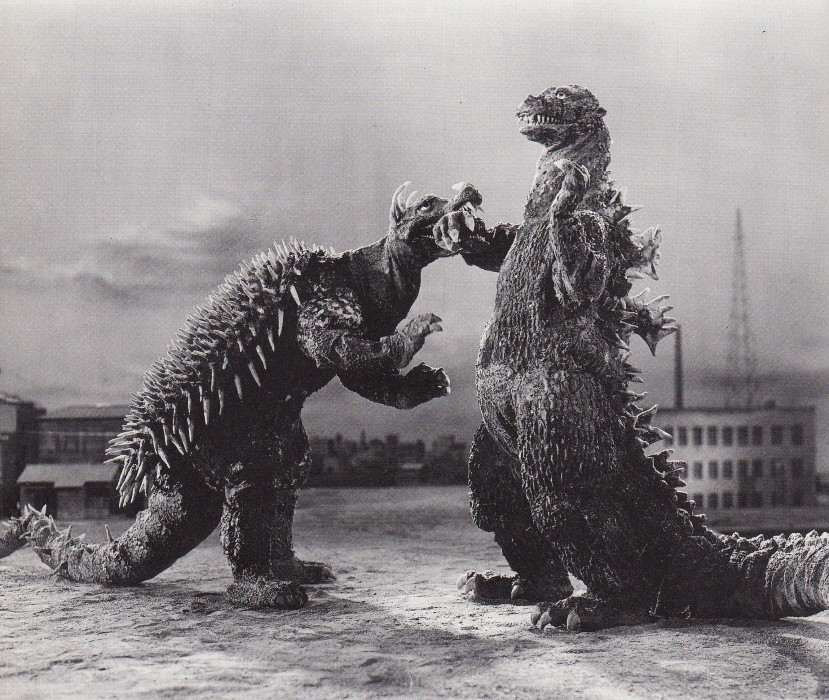
Godzilla i Angilas na zdjęciu promocyjnym

Na prośbę Tanaki, Shigeru Kayama, który był odpowiedzialny za pierwszy zarys scenariusza Godzilli, rozpoczął opracowywać projekt. Kayama nie mógł znieść ponownego zabicia Godzilli z powodu swojego przywiązania do postaci, więc zdecydował się uwięzienie go w lodzie. Z tego względu Kayama odmawiał  mimo kilkukrotnych nalegań napisania ostatecznego skryptu mówiąc: „Przepraszam, że zabiłem Godzillę, nie chcę więcej pisać”.
Początkowo planowano skupić się na nowym potworze, zaś Godzilla miał wystąpić gościnnie. Nowy potwór był wzorowany wizualnie na ankylozaurze, a jego imię „Angirasu” nawiązywało do japońskiej nazwy dinozaura – Ankirosaurusu (jap. アンキロサウルス).  Nazwa została wybrana spośród kilku nazw zaproponowanych przez pracowników Tōhō podczas produkcji. Aktor Yoshio Tsuchiya zaproponował potworowi nazwę „Gyottos”. Wiele z odrzuconych nazw zostało później użytych dla oryginalnych potworów występujących w mandze Ōabare Gojira. Angilas miał także jak Godzilla ziać ogniem z paszczy opisanym jako „rozżarzone światło” (jap. 白熱光 Hakunekkō). Tōhō zanglicyzowała imię Angirasu do Angilas na potrzeby międzynarodowych materiałów promocyjnych.
Takeo Murata, który był odpowiedzialny za kolejną wersję scenariusza, chciał pokazać scenę chaosu i grabieży w środku bitwy z potworami, ale ograniczenia czasowe i budżetowe zmusiły go do ograniczenia tego pomysłu do epizodu zbiegłych więźniów.

### Casting
Główną rolę otrzymał Hiroshi Koizumi, który potem miał okazję wielokrotnie zagrać w filmach z Godzilla: „W 1955 roku kwitł przemysł filmowy. To była złota era. W tym roku wystąpiłem w około 10 filmach, grając główne role lub ważne role drugoplanowe. Godzilla kontratakuje był jednym z filmów, nad którymi Toho dał mi pracować”. W filmie zagrali dwaj aktorzy związani z filmami Akiry Kurosawy – Minoru Chiaki w jednej głównych ról oraz Takashi Shimura powtarzający rolę profesora Yamane z pierwszego filmu. Yoshio Tsuchiya podczas grania na planie Siedmiu samurajów (1954) był zaciekawiony „dziwnym filmem” (jak określano Godzillę) i niezwłocznie po skończeniu zdjęć, zgłosił się do roli Tajimy. W Godzillę ponownie wcielił Haruo Nakajima. Mając w pamięci złe warunki z Godzilli Katsumi Tezuka odmówił ponownego zagrania Godzilli, zgodził się jednak zagrać Angilasa.

### Zdjęcia
Okres zdjęciowy trwał niecałe trzy miesiące, ponieważ w pośpiechu zdecydowano o przesunięciu zaplanowanego wcześniej Jū Jin Yuki Otoko (1955). Tanaka wspominał: „Okres przygotowań był krótki i trudno było powiedzieć, że był to sukces”. Ustanowienie akcji w Osace powstało na prośbę artystów teatralnych z Kansai.

### Muzyka
Jako kompozytora wyznaczono młodego wówczas Masaru Satō, znanego potem ze współpracy z Akirą Kurosawą. Był to pierwszy z siedmiu filmów z serii przez niego skomponowany. Satō zamierzał stworzyć odmienną partyturę od tego co zaprezentował Akira Ifukube w poprzednim filmie. Głos Angilasa wykonano za pomocą saksofonu, z którego wydobyte dźwięki przerobiono w postprodukcji. Nagrania nieprzerobionego głosu zostały udostępnione na płycie zbierającej muzykę z filmu, z kolekcji Godzilla Soundtrack Perfect Collection wydanej przez Toho Music na 50-lecie Godzilli. 

### Efekty specjalne

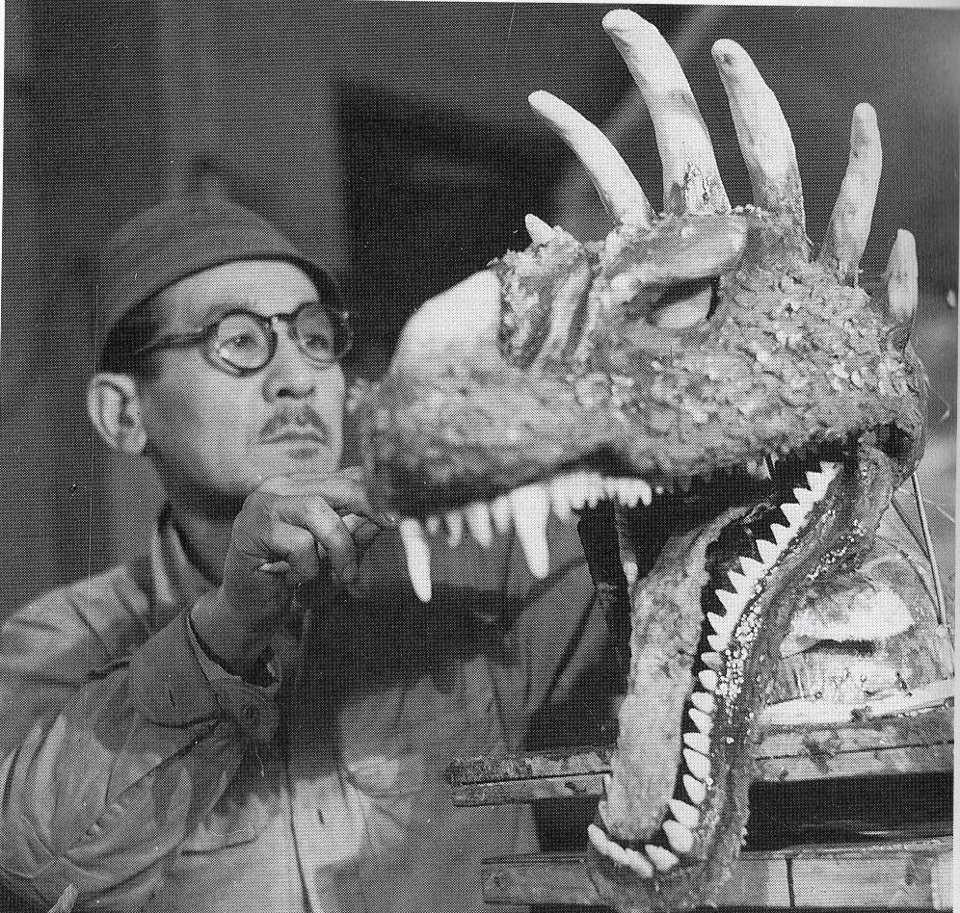
Teizō Toshimitsu podczas modelowania głowy Angilasa

W tej pracy Eiji Tsuburaya, do tej pory wymieniany kolektywnie w napisach pod tabelą „efekty specjalne”, otrzymał tytuł reżysera efektów specjalnych. Sadamasa Arikawa wspomina, że sukces Godzilli w końcu umożliwił, by „zespół efektów specjalnych”, wcześniej traktowany jako dodatek do głównego wątku, został odpowiednio potraktowany. Dla ich potrzeb zostało specjalnie stworzone nowe studio zwane Studio 8, w którym budowano makiety miasta.
Stworzono nowy, udoskonalony kostium Godzilli z lżejszych materiałów, by oszczędzić aktorom trudności, które towarzyszyły im przy produkcji w Godzilli. „Chcę, żebyście zdali sobie sprawę, że pierwszy kostium Godzilli (...) był zrobiony z plastiku, czegoś naprawdę twardego. Tak więc było bardzo trudno się poruszać i ważyło około 220 funtów (99,8 kg). A następny, w który wszedłem, żeby walczyć z inną postacią, był bardziej gumowym lateksem i ważył tylko 60 kilogramów, czyli około 120 funtów. Więc jest o wiele lżejszy. A więc oczywiście dużo łatwiej było się poruszać” – wspominał Nakajima po latach. Kostiumy Godzilli i Angilasa stworzyli Teizō Toshimitsu oraz bracia Kanji i Yesuei Yagi i były one odlane ich z gipsowych form, aby pasowały do sylwetek Nakajimy i Tezuki. Było to pierwsze wykorzystanie gumowego lateksu w płynie, będącego wówczas na etapie badań, do stworzenia kostiumu potwora. Materiał sprowadzono ze Stanów Zjednoczonych i z tego względu zmieniono również farbę z olejnej na wodorozcieńczalną. Według Masao Yagiego kolor kostiumu Angilasa był w kolorze jasnego szmaragdu. 

Kostium Godzilli został skonstruowany na bazie tkaniny, na którą nałożono lateks. Tors i kończyny były wykonane osobno, co pozwoliło na większą gamę ruchów. Gąbczasty materiał ogona pocięto na pierścienie o szerokości 6 cm (2,36 cala) i sklejono ze sobą, co dało większą elastyczność niż w kostiumie z pierwszego filmu. Prawdopodobnie ten sam sposób wykonano ogon Angilasa. W głowę wbudowano silnik do poruszania oczami i ustami zasilany bateriami u podstawy ogona. Z tego powodu Nakajima odczuwał dyskomfort za każdym razem, gdy poruszał się śmielej w kostiumie. Dodatkowo stworzono osobne nogi potwora do scen z Zamkiem Ōsaka.  

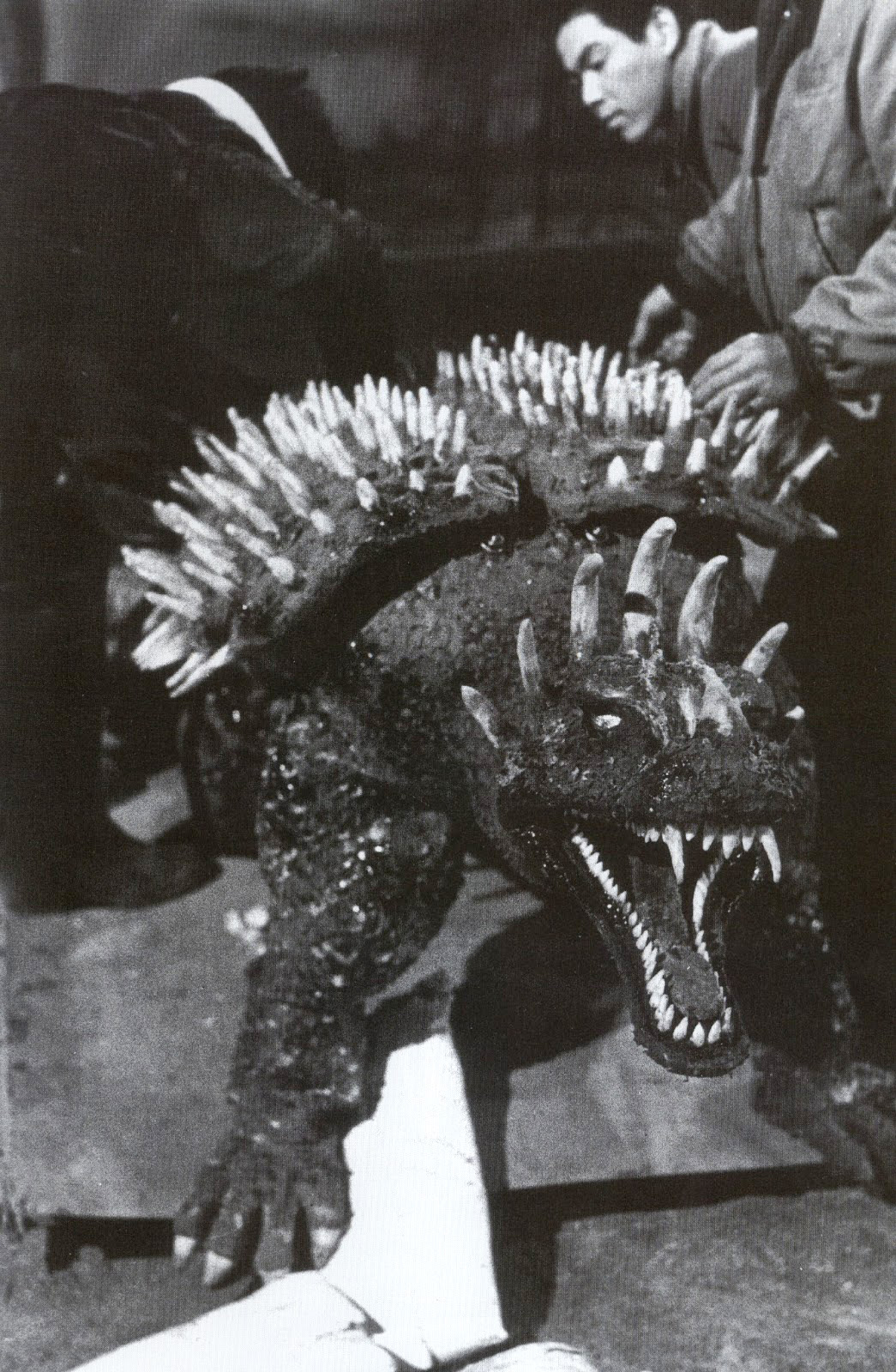
Kostium Angilasa

Do większości ujęciem ze zbliżeniem na twarz Godzilli Teizō Toshimitsu stworzył lalkę z papier mâché. Została użyta we wszystkich scenach z termonuklearnym ogniem. Została potem odnowiona jako materiał promocyjny do King Konga kontra Godzilli (1962). Do scen widoku Godzilli z lotu ptaka wykorzystano 30-centymetrową lalkę z mechanizmem zegarowym. Według Fumio Nakashiro, była to przerobiona mechaniczna zabawka o postaci chodzącego pingwina zakupiona przez Tsuburayę. Efekty ziania ogniem wykorzystano na przemianu użycie pudru dla dzieci w sprayu jak i efekty optyczne dodane w postprodukcji, za które odpowiadał Sadao Īdzuka. Była to jego pierwsza praca nad tego typu efektami, po tym jak Eiji Tsuburaya nakazał przestudiować te z amerykańskiego filmu Dziesięcioro przykazań (1956). Od tego czasu Īdzuka był głównym wykonawców efektów optycznych wizualizujących emitowane promienie w filmach tokusatsu Tōhō. 
Oprócz kostiumu Agilasa utworzono lalkę do ujęć z bliska, a także gliniany model o wielkości 2 shaku. Na tym etapie Angilas był wyobrażany jako mający swój pancerz na grzbiecie rozkładający się na dwie części jak owadzie skrzydła. Kostium został początkowo zbudowany tak, aby to odzwierciedlić, jednak pancerz odrywał się z każdym ruchem i ostatecznie został połączony w jeden element. Pancerz ważył ok. 11 kilogramów, przez co Katsumi Tezuka miał trudności z wstawaniem podczas noszenia kostiumu. Jednak scena z Angilasem w porcie w Osace została sfilmowana przed połączeniem pancerza, a zatem efekt złożonego z dwóch oddzielnych elementów pancerza można zobaczyć podczas tej sceny oraz na niektórych zdjęciach promocyjnych.  
Angilas był pierwszym potworem Toho zaprojektowanym jako czworonóg. Było to utrudnienie, gdyż ludzkie proporcje nie pozwalają na przekonujące ukazanie czworonoga. Podczas odgrywania Angilasa Tezuka poruszał się na kolanach. By to ukryć, ekipa filmowa na pierwszym planie umieszczała drzewa, budynki i inne przeszkody, filmując pod odpowiednimi kątami. Tezuka ściśle współpracował z dyrektorem artystycznym efektów specjalnych Akirą Watanabe, aby jak najmniej trzeba było pokazywać tylne nogi potwora. W kilku scenach, gdzie niezbędny był widok na tylne nogi Angilasa, jak np. jego przybycie do Osaki, Tezuka zmuszony był do stania na śródstopiach. 
Makieta Osaki została zbudowana w skali 1/25. Do przedstawienia miasta szukano odpowiednich lokalizacji odbywało się w różnych znanych miejscach, takich jak Zatoka w Osace, ratusz w Osace, most Yodoya, stacja metra Kitahama i Zamek Ōsaka, a misternie wykonane miniatury zostały tak stworzone, aby pasowały do rzeczywistych zdjęć scen. Miniaturę ratusza w Osace stworzył Tōru Narita, będący wówczas studentem (pracował później przy serii Ultraman), projektując ją tak, żeby jej górna część się rozpadała po przekręceniu. Miniatura zamku Ōsaka została wykonana przez Yoshio Ire w ciągu piętnastu dni. Wymagała ponownego zbudowania po nieudanym dublu, które często się zdarzały: „Aktorzy grający potwory często popełniali błąd podczas kręcenia. Ponadto, ponieważ operatorzy filmowali z dużą prędkością, kamery czasami się zacinały. Pamiętam, że pewnego razu Teisho Arikawa zbladł, gdy usiadł do oglądania jakiegoś nakręconego przez siebie filmu i zobaczył, że nic na nim nie ma” (Ire w wywiadzie Davida Milnera). 

Animator efektów optycznych Minoru Nakano opisał trudności w pracy z 2-metrową makietą  zamku: „Kiedy model zamku Ōsaka został zniszczony, nie wyglądało to dobrze na taśmie, więc trzeba było zbudować nowy do ponownego nakręcenia. Zajęło to jeszcze dwa tygodnie i dużo dodatkowych pieniędzy”. Zbudowany na podwyższonej platformie, miniaturowy zamek miał fałszywe wsparcie dla umieszczania przewodowych materiałów wybuchowych wraz z przewodami przymocowanymi do pewnych punktów naprężeń, które technicy mieli odciągnąć. Ze względu na ciężką konstrukcję modelu, przewody zostały zainstalowane wewnątrz zamku i biegły pod platformą, a kiedy potwory zderzyły się z konstrukcją, kilku członków ekipy pociągnęło za przewody. W jakiś sposób budynek wytrzymał zarówno uderzenie potworów, jak i ciągnięcie załogi. Tsuburaya krzyknął: „Cięcie!” ale członkowie nie słyszeli go i nadal szarpali, a model runął po tym, jak kamery przestały się kręcić. Zamek musiał zostać częściowo przebudowany, a scena ponownie nakręcona. Nakajima żartobliwie wspominał po latach, że z powodu wysokich kosztów makiet i owego wypadku, dostał mniejszą wypłatę. „Odbudowa kosztowała ich około 5 tys. dolarów. W tamtym czasie było to strasznie dużo pieniędzy. (...) Reżyser mówił: »Proszę uważać, kiedy się je rozbija. Tak naprawdę nie dbamy o ciebie; bądź ostrożny z miniaturami!«”.

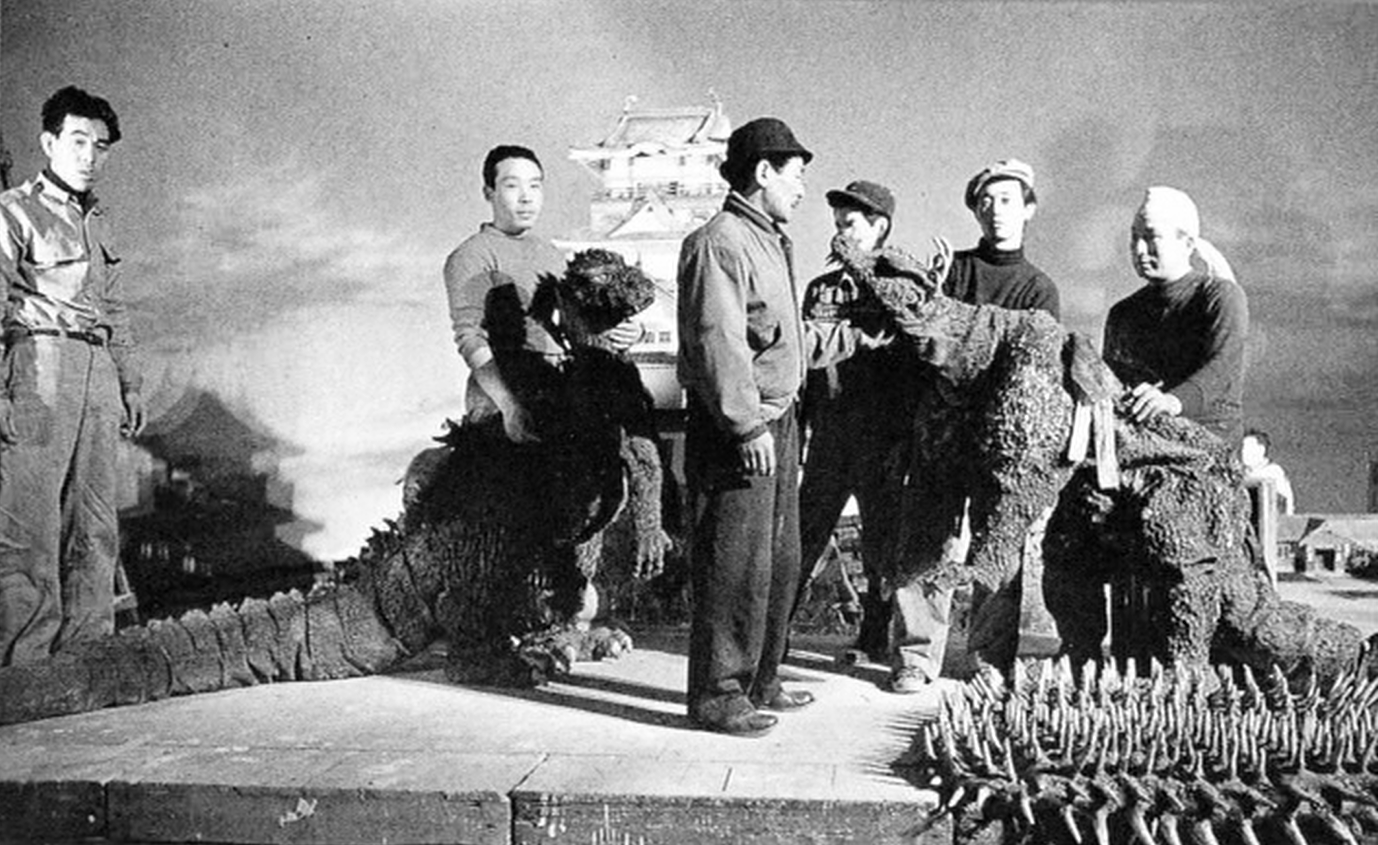
Haruo Nakajima i Katsumi Tezuka podczas mierzenia kostiumów potworów

Góra lodowa była otwartym zestawem o wysokości 10 metrów. Mimo że został zbudowany w środku zimy, przywieziono 200 ton prawdziwego lodu z kostkarki i drobno kruszonego na pożyczonym przenośniku taśmowym. Co więcej, w scenie, w której Godzilla została zakopany w lodzie, wykorzystano lód i śnieg zrobiony za pomocą kostkarki wypożyczonej z lodowiska w tokijskim parku rozrywki Kōrakuen Yūenchi. W tej scenie doszło do wypadku, gdy znajdujący się na planie operujący kable Eizō Kaimai został zasypany żywcem przez lód, jednak nie został poważnie ranny.
Według Yoshio Tsuchiyi, który obserwował plan zdjęciowy efektów specjalnych, w scenie walki Godzilli i Angilas w wodzie, prąd popłynął do basenu, i doszło do wypadku, w którym obaj aktorzy zostali porażeni prądem.
Choreografię walki między Godzillą a Angilasem w Osace oparto na walczących psach. Scena, kręcona na trzech kamerach jednocześnie, pierwotnie miała być kręcona z szybkością 72 klatek na sekundę, ale jeden z kamerzystów błędnie ustalił liczbę 18 klatek na sekundę i pojawiła się niekonsekwencja szybkości ruchów w ujęciach. Eiji Tsuburaya był jednak zdania, że błędne ruchy nie wyglądały źle i można je zachować. Od tego momentu technika różnej szybkości kamer została zaadaptowana w kolejnych filmach typu kaijū.
Jedną z ówczesnych krytyk Godzilli była widoczność neonów miasta mimo pożaru podczas ataku potwora. W rezultacie Tsuburaya postanowił uczynić wszystko bardziej realistycznym, umieszczając Osakę w całkowitej ciemności, co pozwoliło też na ukrycie niedoskonałości kostiumów. Jednak Kōichi Kawakita, członek ekipy ds. efektów specjalnych, później reżyser w późniejszych filmach z serii, spekulował, że oprócz tego zrobiono pod wpływem francuskich filmów. Jako, że głównymi bohaterami byli piloci, zawarto wiele scen z lotu ptaka. Większość z nich nakręcił Eiji Tsuburaya kamerą z samolotu.

## Promocja

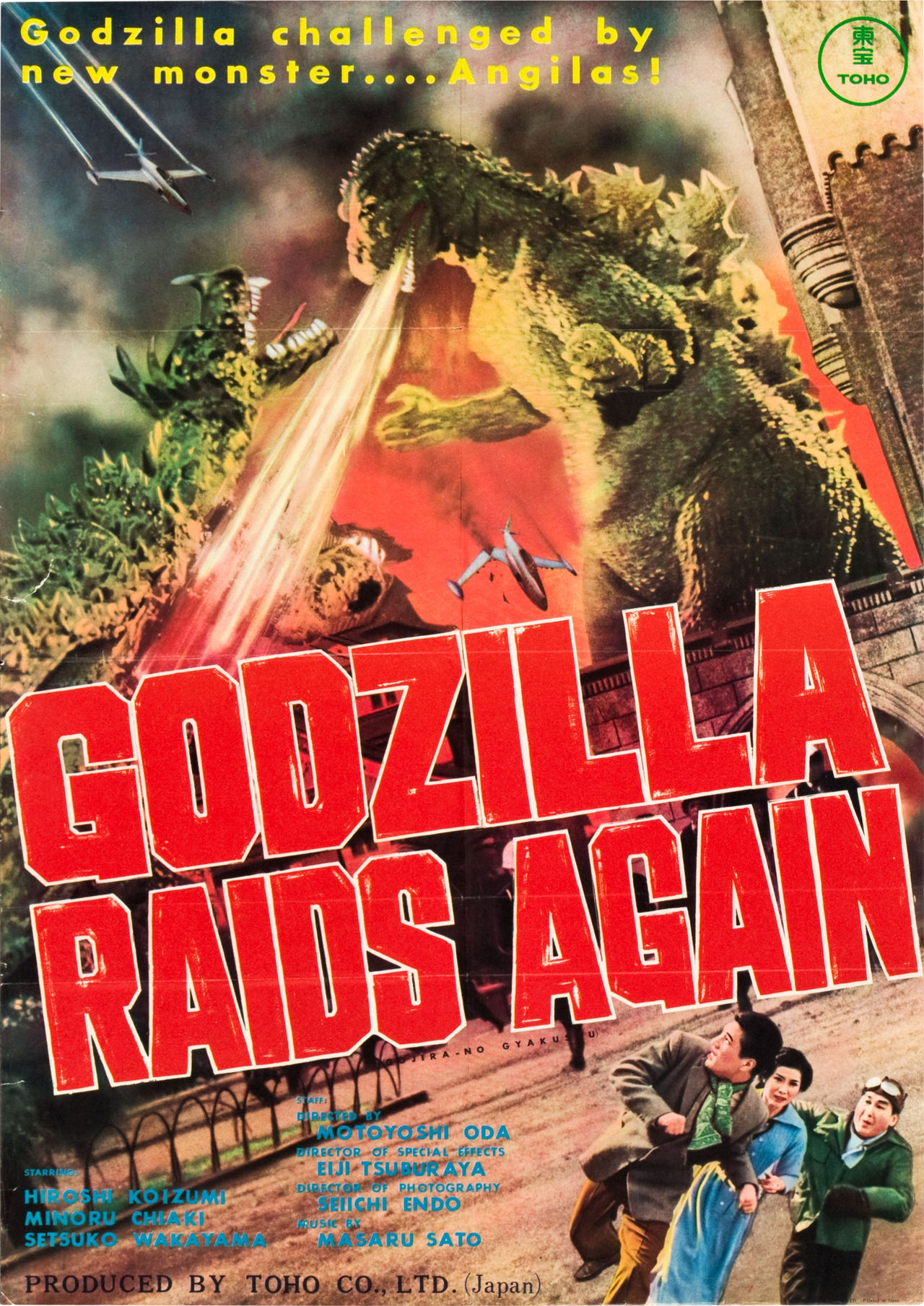
Międzynarodowy plakat z oficjalnym angielskim tytułem

Dział promocji przygotował samochód ciężarowy ozdobiony w stylu dioramy makietami Godzilli i Angilasa naturalnej wielkości i zwiedził całe centrum Tokio, oraz samo studio, co stało się gorącym tematem dyskusji pracowników. Jednym z elementów kampanii promocyjnej było ustawienie ogromne figur z papier mâché obu potworów przed budynkiem kina, a wygląd krzykliwej promocji został uwieczniony w materiale fotograficznym. W związku obecnością wątków koncernu rybnego w filmie firmy zajmujące się rybołówstwem oceanicznym współpracowały z wytwórnią w promocji. W materiałach promocyjnych i plakatach do przedstawienia Angilasa wykorzystano stworzony wcześniej gliniany model Agilasa. 
Jak w przypadku Godzilli wyprodukowano słuchowisko radiowe adaptujące film. Za scenariusz odpowiadał Gorō Ranji, muzykę Masahisa Yokotaza i zespół Ansanburu Furījia, a efekty dźwiękowe Yoneichi Kano. Reżyserami zostali Tadao Shibata i Akihisa Sano. Obsada była ta sama co w filmie z wyjątkiem Minoru Chiakiego i w rolę Kobayashiego wcielił się Yū Fujiki. Słuchowisko zostało wyemitowane w radiu Nippon Broadcasting System. 
Podobnie jak z Godzillą została stworzona komediowa manga nawiązująca do filmu. Była to Ōabare Gojira autorstwa Shigeru Sugiury, którą opublikowało wydawnictwo Shūeisha w czerwcu 1955 roku jako dodatek do magazynu mangowego Omoshiro Bukku. Fabuła mocno odbiegała mocno od tej filmowej. Głównymi bohaterami wątku ludzkiego byli chłopiec  Shige-chan, będący personifikacją Sugiury, oraz doktor Yamane. Z kolei Godzilla planował zostać profesjonalnym wrestlerem i wyzywał na pojedynek pięciu potworzych oponentów, z których jednym jest Angilas. Wszystkie potwory zostają pokonane przez wynalezione przez doktora Serizawę lekarstwo, przez które łagodnieją i zostają umieszczone w miejscu podobnym do parku rozrywki.
W 2014 roku w ramach obchodów 60-lecia Godzilli Ōabare Gojira została wznowiona przez Shōgakukan w zbiorczym wydaniu Gojira Manga Korekushon 1954-58 zbierającym wczesne mangi z udziałem Godzilli.
Tōhō zdecydowało się też promować film na zagraniczny rynek. Oficjalny angielski tytuł brzmiał Godzilla Raids Again (ang. Godzilla najeżdża ponownie).

## Premiera
Film miał premierę 24 kwietnia 1955 roku w podwójnym pokazie z Yaji Kita manzai dōchū-Bakehime sōdō no maki. W 1955 roku film trafił do Stanów Zjednoczonych i przez około tygodnia był wyświetlany w kinie Toho La Brea w Los Angeles .
Film nigdy nie otrzymał oficjalnej polskiej premiery, jednakowo w 1970 roku został wspomniany przez Stanisława Janickiego w miesięczniku „Kino”, gdzie był tytułowany jako Godzilla kontratakuje.

## Wersje zagraniczne

### Wersja amerykańska

#### The Volcano Monsters
Na widok sukcesu Godzilla, King of the Monsters!, amerykańskiej wersji Godzilli w której przearanżowano sceny i wstawiono nowy materiał filmowy z kanadyjskim aktorem Raymondem Burrem, jego producenci Harry Rybnick i Edward Barison zaplanowali wykorzystać fragmenty Godzilla kontratakuje i wokół nich stworzyć nowy film The Volcano Monsters, którym Godzilla miał być tyranozaurem, a Angilas ankylozaurem.
Wspólnie z Richardem Kayem, Paul Schreibmanem i Edmundem Goldmanem uzyskali prawa do filmu w 1956 roku, a następnie Rybnick zatrudnił Iba Melchiora i Edwina Watsona do napisania scenariusza. Jak wspominał Melchior w wywiadzie z Brettem Homenickiem pierwotnie film miał nazywać Godzilla the Fire Monster, lecz nie spodobała im się fabuła: „Chcieli, żebym napisał nowy scenariusz, uwzględniając wszystkie efekty specjalne z japońskiego filmu, ale z nową historią i ze wszystkimi japońskimi aktorami zastąpionymi amerykańskimi. To była dość wymagająca praca, więc się jej podjąłem”.
| „Ed i ja zostaliśmy poproszeni o… zasadniczo amerykanizację filmów o Godzilli. Myślę, że producenci widzieli japońską wersję Gigantis [the Fire Monster], wymyślili, że zostanie wydana w USA, wzięli scenariusz i powiedzieli Edowi i mnie: »Zrób tę historię«. Do tej pory nie miałem pojęcia, że możemy przerabiać japoński scenariusz do już ukończonego filmu.” — Ib Melchior |

Melchior i Watson spędzili godziny na analizowaniu oryginalnego filmu celem przygotowania się, a następnie 7 maja 1957 roku ukończyli 129-stronicowy scenopis, z notatkami dla montażystów, gdzie zostaną użyte japońskie fragmenty. Według niego, tyranozaur i ankylozaur miały zostać znalezione w japońskim wulkanie i zostać przeniesione przez amerykańskie wojsko do San Francisco. Tam dinozaury miały stoczyć walkę w Chinatown, powodując wcześniej awarię zasilania i pożar rafinerii. Po zabiciu ankylozaura, tyranozaur udał się na północne koło podbiegunowe, by złożyć jaja. Po rozważeniu użycia bomby atomowej US Navy zasypuje bestię lodem, by zahibernowanego mogli oglądać naukowcy. Wątkami ludzkimi były trójkąt miłosny między komandorem McBainem (głównym protagonistą), asystentką naukową Marge i paleontologiem Corvinem oraz konflikt moralny doktora Carlyle’a, głównego naukowca, który chce zachować dinozaury przy życiu licząc na przełom w karierze naukowej, a jednocześnie jest świadomy ich destrukcyjnej natury.
Tōhō chcąc zdobyć szanse na amerykańskim rynku, zgodziło się na ten pomysł i producenci ogłosili w „Variety” rozpoczęcie zdjęć 17 czerwca 1957 roku. Projekt był zaawansowany w takim stopniu, że Tōhō wysłało kostiumy Godzilli i Angilasa do Stanów Zjednoczonych, celem dogrania niezbędnych scen. W 1996 roku Bob Burns wspomniał, że w 1957 roku podczas kręcenia filmu Inwazja kosmitów (1957) w studiu do efektów specjalnych należącym do Howarda A. Andersona Jr. natknął się na dwie skrzynie zawierające stroje Godzilli i Angilasa. Burns wspomina, że kombinezony były wykonane z gumy na płótnie i były już używane ze względu na znaczne wypalone miejsca i uszkodzenia. Anderson Jr. powiedział Burnsowi, że jego studio niedawno otrzymało je i były przeznaczone do „kręcenia niektórych wstawek”.

Istnieją jednak przypuszczenia, że Tōhō stworzyło zupełnie nowe kostiumy. Dowodem na to mają być trzy zdjęcia zrobione ok. 1957 roku z tej samej perspektywy ukazujące Godzillę i Angilasa w towarzystwie Teizō Toshimitsu, Kanju Yagiego, Eizo Kaimaia i Yoshio Suzukiego. Ukazany Kostium Godzilli różni się od tego z Godzilla kontratakuje. Pisarz specjalizujący się w historii kina tokusatsu, Masami Yamada, sugeruje że w rzeczywistości mógł to być prototyp kostiumu Godzilli do King Konga kontra Godzilli (1962) roku ze względu na podobieństwo do tamtego kostiumu. Od tego czasu faktyczne losy kostiumu nie były znane.

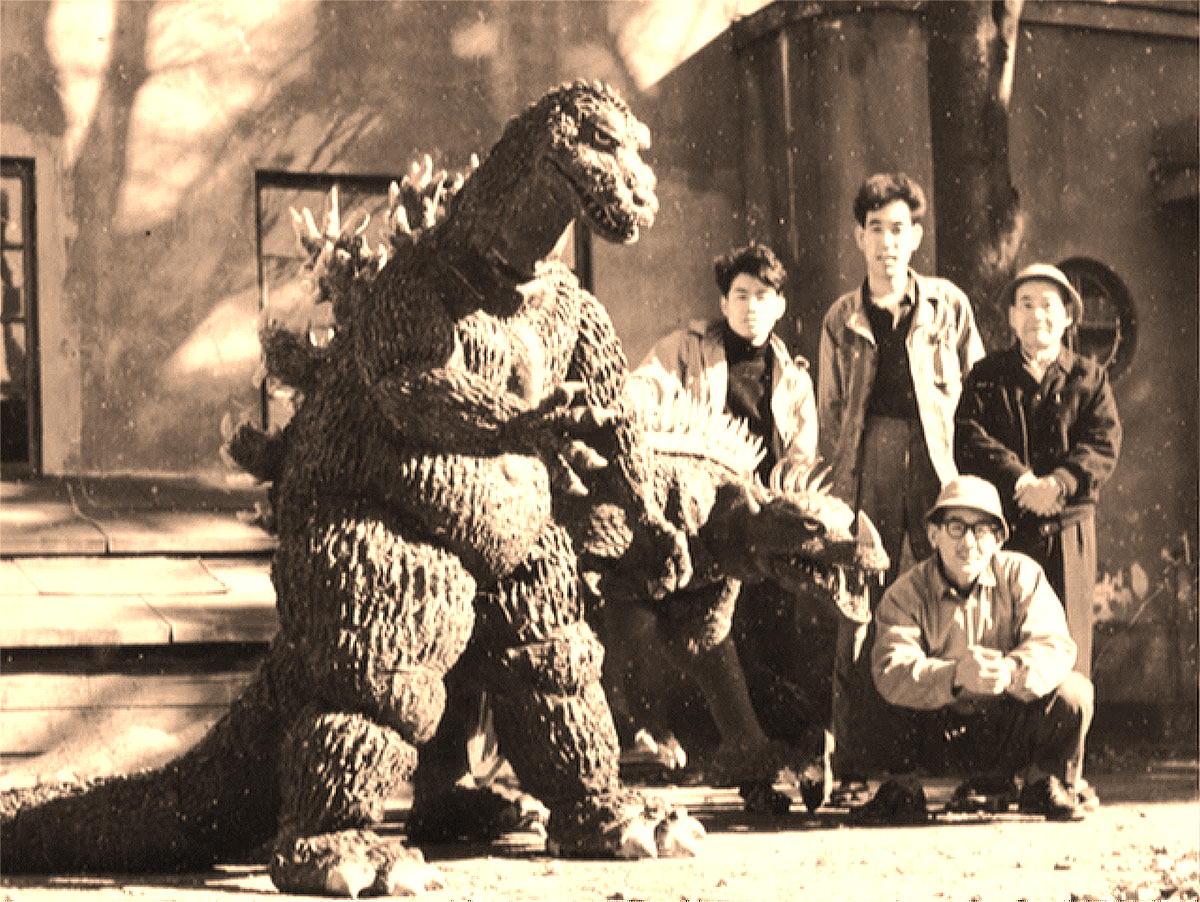
Zdjęcie kostiumów Godzilli i Angilasa, które rzekomo stworzono na potrzeby The Volcano Monsters.

Za produkcję i dystrybucję, poprzez Republic Pictures, The Volcano Monsters odpowiadała dywizja stworzona przez ABC i Paramount Theatres – wytwórnia AB-PT Pictures Corporation, która na tym etapie współpracowała z Tōhō nad filmem telewizyjnym Tōyō no Kaibutsu Daikaijū Baran. Jednak wkrótce AB-PT Pictures Corporation ogłosiła upadłość i The Volcano Monsters został anulowany.

#### Gigantis the Fire Monster
Prawa dystrybucji zapewnili Paul Schreibman, Edmund Goldman i Newton P. Jacobs. Widząc sukces amerykańskiej wersji Rodana – ptaka śmierci (1956), która obyła się bez nowych scen z amerykańskimi aktorami, postanowiono zastosować tę samą taktykę i w tym filmie. Hugo Grimaldi został wyznaczony jako reżyser dubbingu oraz montażysta. Amerykańską wersję językową wykonano w Ryder Sound Services w Nowym Jorku. Głosu Tsiukoce użyczył Keye Luke, a Kobayashiemu Daws Butler. Postaciom pobocznym głosu użyczyli Paul Frees oraz George Takei, dla którego amerykańska wersja językowa tego filmu była także jedną z pierwszych ról.
Najistotniejszą ingerencją było zmiana imion potworów. Godzilla został przemianowany na „Gigantisa”, Angilas zaś na „Angurusa”. Paul Schreibman w wywiadzie z 1985 roku powiedział, że zmienił imię Godzilli na Gigantis, by dać wrażenie widowni, że ma do czynienia z zupełnie nowym potworem. Później żałował tej decyzji.

Tak jak w Rodanie – ptaku śmierci dodano narrację głównego bohatera dubbingowanego przez Keye’a Luke’a oraz prolog z narracją o zagrożeniach związanych z testami nuklearnymi. Muzykę Satō zastąpiono ścieżkami dźwiękowymi z filmów The Deerslayer (1957), Kronos (1957), It! The Terror from Beyond Space (1958), She Devil (1957) i Project Moonbase (1953), a w wielu momentach ciszy dodano dialogi i muzykę . Film uzupełniono materiałami filmów edukacyjnych i kronik filmowych. Wzrost Godzilli/Gigantisa zwiększono z 50 metrów do 122 metrów, tak jak w Godzilla, King of the Monsters!, i otrzymał ten sam głos co Angilas/Angurus. Zmieniono genezę Godzilli i Angilasa – oba są określane jako ogniste potwory. Projekcja doktora Yamane nt. Godzilli w wersji amerykańskiej dotyczyła teorii nt. ognistych potworów i rozszerzona została o sceny z filmów Unknown Island (1948) i Milion lat przed naszą erą (1940).
Schreibman przekonał Billa Foremana, prezesa sieci kin Pacific Theatres, do zakupu praw kinowych i telewizyjnych zarówno Godzilla kontratakuje i innego zakupionego przez Schreibmana filmu, niezależnego filmu fantastycznonaukowego Teenagers from Outer Space (1959). Foreman pokazał oba filmy we wszystkich swoich kinach, podczas gdy w pozostałych kinach rozprowadzało Warner Bros., któremu sprzedano prawa do amerykańskiej i latynoamerykańskiej dystrybucji filmu na cztery lata. Film jako Gigantis the Fire Monster został wypuszczony na ekrany 21 maja 1959 roku w podwójnym pokazie z Teenagers from Outer Space. Film w wersji amerykańskiej był też dystrybuowany w Wielkiej Brytanii przez Eros Films w 1960 roku w podwójnym pokazie z włosko-francuskim Le notti di Lucrezia Borgia (1959).
Wersja amerykańska jest powszechnie krytykowana za znacznie obniżoną jakość w stosunku do oryginału, zmianę muzyki, niskiej jakości tłumaczenie i dubbing, wyjaśniającą wszystko narrację oraz traktowanie Godzilli jako zupełnie inną postać.

### Wersja erefenowska
Donau Film wydał Godzilla kontratakuje w RFN 24 lutego 1958 roku. Wycięto około minutę materiału i dorobiono niemiecki dubbing stworzony przez berlińskie studio Cinelux Film GmbH. Dodatkowo napisy początkowe błędnie przypisują reżyserię scenografowi Teruakiemu Abe zamiast Motoyoshi Odzie.

## Odbiór

### Wynik finansowy
W czasie japońskiej premiery sprzedano 8,34 milionów biletów, co było mniejszą liczbą niż w przypadku Godzilla, ale nadal uważany był za sukces i do tej pory jest trzecim najbardziej dochodowym filmem z Godzillą z całej serii. Godzilla kontratakuje był czwartym najbardziej dochodowym filmem Tōhō i dziesiątym najbardziej dochodowym filmem japońskim w kraju w 1955 roku.

### Recenzje
Ishirō Honda zauważył, że ówczesne japońskie recenzje dla Godzilla kontratakuje były bardziej pozytywne w porównaniu z poprzednim filmem, który był uznany za „głupi” to, że reżyser dodaje „idee lub tematy” do kina science-fiction. skomentował: „Dlatego myślę, że pierwsza Godzilla była uważany za »dziwny« film. Prawdopodobnie dlatego o wiele bardziej podobał im się drugi film”.

### Analizy interpretacje
Steve Ryfle dostrzega w tym filmie analogie ataku atomowego na Hiroszimę i Nagasaki: „Tak jak Tokio służyło jako zastępca dla Hiroszimy w Godzilli, Osaka staje się fałszywym Nagasaki w Godzilla kontratakuje, ale bezpośrednie podobieństwa między bombą a potworem jest rzadsze i mniej uderzające”. Carolyn Jess-Cook opisuje, że tak jak Godzilla symbolizuje okrucieństwa wojny, tak Godzilla kontratakuje jest alegorią powojennej odbudowy. Niektórzy zwracają, że film stanowi alegorię zimnowojennego konfliktu i skupienie się na zwykłych ludziach. 

## Kontynuacja

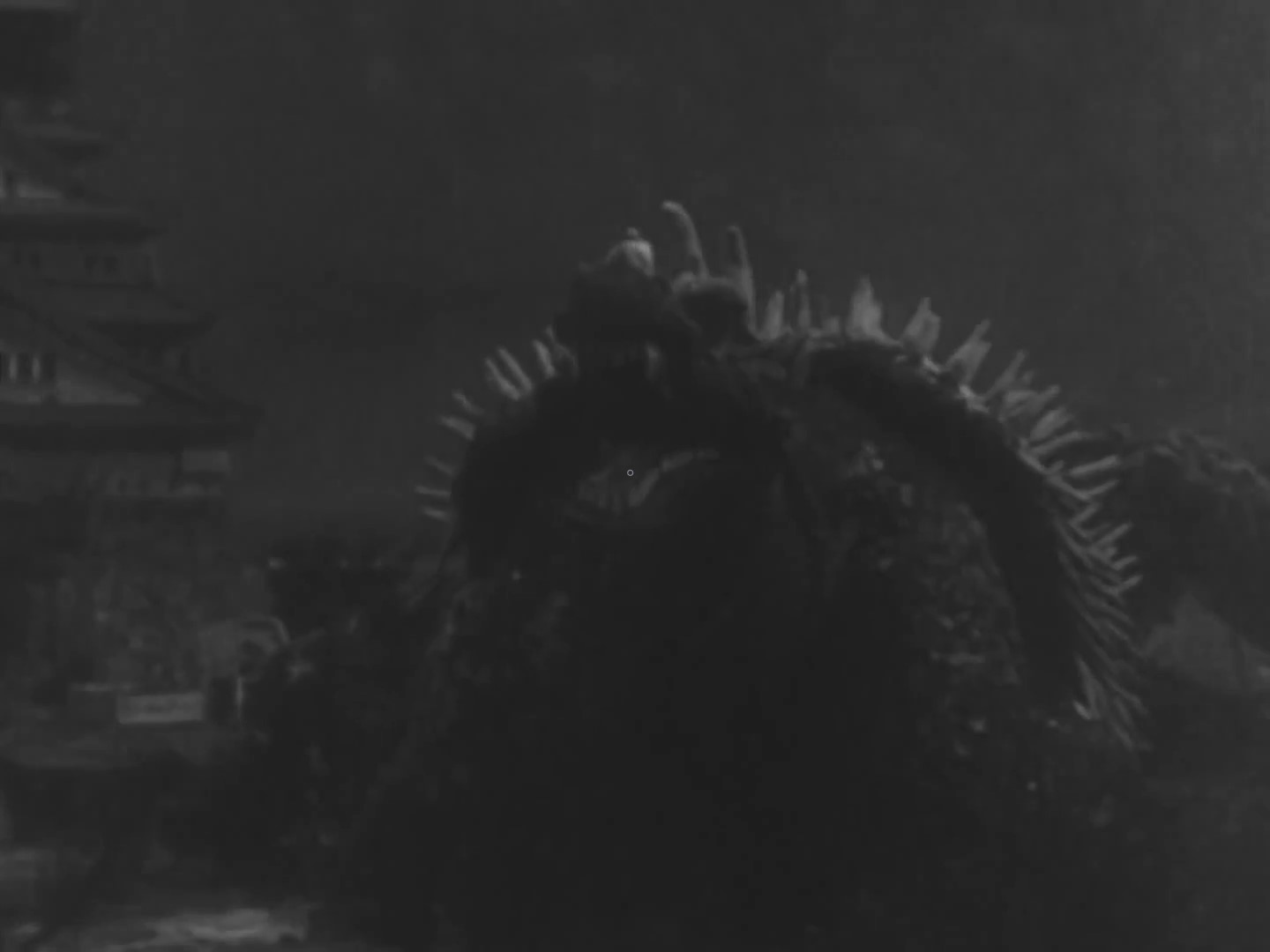
Kadr z filmu

Aktor Hideo Unagami zaprezentował Tomoyukiemu Tanace zarys scenariusza do kontynuacji filmu pt. Gojira no hanayome? (jap. ゴジラの花嫁？; pol. Narzeczona Godzilli?). W scenariuszu Unagamiego przedstawiciele Godzilli i Angilasa oraz inne prehistoryczne stwory miały żyć w podmorskim rowie, w środku Ziemi. Po wyjściu na powierzchnię potwory miały zaatakować Kiusiu, a pokonać je mógł gigantyczny robot o wyglądzie nagiej kobiety, stworzony na podobieństwo byłej kochanki głównego bohatera, doktora Shidy. Godzilla zakochawszy się w robocie udaje się z nim do podziemnego domu. Robot okazuje się być tajną bombą nuklearną i detonuje się niszcząc tym samym podziemny świat. Tanaka był na tyle zaintrygowany, że zlecił jeszcze dwa szkice, z których ostatni był datowany na 17 czerwca 1955. Planowano to również kręcić w kolorze. Jednak kwestie budżetowe oraz chłodne przyjęcie Godzilla kontratakuje przekreśliło te plany. Także Eiji Tsuburaya będący katolikiem sprzeciwiał losowi jednej z postaci będącej chrześcijaninem, zwracając uwagę, że przez to nie zarobi w Stanach Zjednoczonych.
W 1977 roku podczas prób przywrócenia Godzilli do kin i zrebootowania serii Tanaka wyciągnął z archiwów Gojira no hanayome? i poprosił scenarzystę Hideichiego Nagaharę o jej przepisanie. Ten w swej wersji usunął wszystkie poboczne potwory i zostały jedynie wesz morska oraz tytułowa narzeczona, która w tej wersji miała wygląd Godzilli jako przynęta dla potwora szukającego partnera godowego. W następnej wersji skryptu była już samicą Godzilli porzucając całkowicie koncept robota. Zamiast koncepcji pustej Ziemi, sceneria została przeniesiona na odległą wyspę z pustą wnęką. Hagahara nie ukończył tej wersji i zamiast zaczął pisać trzecią i ostatnią wersję inspirowaną częściowo Synem Godzilli (1967). Godzilla i jego młode zostają uwolnione przez lodu na Arktyce w wyniku wojskowego wypadku nuklearnego. Zbudzony Godzilla dociera do Tokio podążając za samicą, która zniszczyła amerykańską bazę wojskową na Guamie. Oboje jednoczą się na wulkaniczną wyspie, gdzie amerykańskie wojsko zabija je bombą atomową. Nagahara nie był usatysfakcjonowany pracą i porzucił koncepcję, z której inkorporował podziemne legowisko Godzilli i zmutowane wszy morskie do nowego scenariusza będącego podstawą do Powrotu Godzilli (1984).

## Dziedzictwo
| „Żadna firma produkcyjna nigdy i od tego czasu nie zajęła się tym konkretnym tematem lepiej niż Tōhō”.— Allen A. Debus o motywie walki gigantycznych potworów w filmach |

Godzilla kontratakuje wprowadził formułę „potwór kontra potwór”, która stała się widoczna i równoznaczna z serią i kinem typu kaijū. Był to również pierwszy film z serii, gdzie Godzilla walczył z innym potworem. Po premierze filmu Tōhō zaprezentował Angilasa, pod nowym anglojęzycznym imieniem Anguirus, w różnych mediach związanych z franczyzą.
Występujący w scenariuszu niezrealizowanej kontynuacji gigantyczny archeopteryks stał się podstawą do stworzenia Rodana, innego popularnego gigantycznego potwora z wytwórni Tōhō.

## Odniesienie w kulturze popularnej
- W japońskim filmie komediowym Tokyo yoitoko (1957) William Radon dołącza do drużyny baseballowej zwanej Tokyo Angirasu. Strój drużyny zawiera naszywkę na ramieniu z sylwetką głowy potwora.
- W 1971 roku amerykańska wersja filmu była wyświetlana w australijskim programie Aweful Movies with Deadly Earnest, prezentującym głównie horrory klasy B uznane za słabej jakości.
- Danchel z odcinka serialu anime Mazinger Z pt. „Dokutā heru no ni Daikikaijū” ma głos Anguirusa[93].
- Druga forma Mecha-Boost Mogundara – Harindar z odcinka Muteki Chōjin Zanbotto 3 pt. „Tanjōbi no shitō” jest wzorowany na Anguirusie. W obu formach posiada głos Godzilli[94].
- W odcinku serialu anime Stop!! Hibari-kun! „Hibari Ōshōbu Hairimasu!!” Hibaru ogląda w kinie Godzilla kontratakuje[95].
- W odcinku serialu animowanego Kacze opowieści pt. „Master of the Djinni” przebywający w pałacu Sknerusa McKwacza dżin ogląda w telewizji walkę potworów podobnych do Godzilli i Anguirusa[96].
- W amerykańsko-japońskim filmie akcji Błękitny tygrys z 1994 roku Darin ma zabawkę Anguirusa.
- Giant Armadillo z odcinka Godzilli pt. „Area 51” był prawdopodobnie inspirowany Anguirusem[97].
- W odcinku programu dokumentalnego Outside Xbox, „7 Weird Side Effects of Going Evil” film został wspomniany i zobrazowany plakatem międzynarodowym[98].
- Film został sparodiowany w filmie animowanym Twinkle Toes (2012) jako film Brain Eating Lizards From The Amazon z udziałem dwóch gigantycznych jaszczurów atakujących miasto.